# Hautes écoles en Communauté française
En Belgique francophone, une haute école est un établissement qui dispense un enseignement supérieur, subventionné et reconnu par la Fédération Wallonie-Bruxelles. 
Elles dispensent un enseignement supérieur de type court ou/et de type long de niveau universitaire, dans les catégories suivantes :
- l'enseignement supérieur agronomique
- l'enseignement supérieur artistique (arts appliqués)
- l'enseignement supérieur économique
- l'enseignement supérieur paramédical
- l'enseignement supérieur pédagogique
- l'enseignement supérieur social
- l'enseignement supérieur technique

Depuis 1996, les écoles supérieures de Belgique ont fusionné en 20 hautes écoles (situation au 15 septembre 2011), selon les zones géographiques suivantes :
- la province de Luxembourg
- la province de Namur
- la province de Hainaut
- la province de Liège, à l'exception de la Communauté germanophone
- la région bilingue de Bruxelles-Capitale et la province du Brabant wallon

Les hautes écoles sont donc généralement un regroupement d'écoles supérieures par région, centre d'intérêt, confession.

## Région de Bruxelles-Capitale
- Haute École Lucia de Brouckère qui regroupe les catégories :
  - Catégorie agronomique : Architecture des jardins et du paysage ; Gestion de l'environnement urbain
  - Catégorie économique : Assistant de Direction ; Comptabilité ; Droit ; Gestion hôtelière ; Marketing ; Relations publiques ; Tourisme
  - Catégorie paramédicale : Diététique
  - Catégorie pédagogique : Éducateur spécialisé en accompagnement psycho-éducatif ; Instituteur primaire
  - Catégorie technique : 
    - Type court : Électronique médicale
    - Type long de niveau universitaire : Ingénieur industriel en Chimie ; Ingénieur industriel en Biochimie ; Bachelier de transition en Sciences Industrielles
- Haute École Bruxelles-Brabant (HE2B), qui regroupe les campus suivants :
  - Defré, Institut supérieur pédagogique Defré (du nom de la rue dans laquelle il se trouve)
  - ESI, École supérieure d'informatique
  - IESSID, Institut d'enseignement supérieur social des sciences de l'information et de la documentation
  - ISEK, Institut d'enseignement supérieur d'ergothérapie, de kinésithérapie, de bandagistes orthésistes prothésistes (BOP), la plus ancienne école de kinésithérapie de Belgique
  - ISES, Institut d'enseignement supérieur économique
  - ISIB, Institut supérieur industriel de Bruxelles
  - Nivelles, Institut d'enseignement supérieur pédagogique
- Haute École libre de Bruxelles - Ilya Prigogine qui regroupe les instituts :
  - EI ULB, École d'Infirmiers de l'Université libre de Bruxelles
  - EOS, École ouvrière supérieure
  - ILB, Institut Libre d’enseignement supérieur économique et paramédical de Bruxelles
  - INRACI, Institut national de Radioélectricité et de Cinématographie
  - ISCAM, Institut Supérieur pour les Carrières auxiliaires de la Médecine
- Haute École Léonard de Vinci qui regroupe les instituts :
  - ENCBW, École normale catholique du Brabant wallon, bacheliers en sciences humaines (histoire, géographie, sciences sociales, étude du milieu et sciences humaines), mathématiques, français, langues étrangères, français-religion, sciences (physique, biologie, chimie), langues modernes (anglais, néerlandais) et éducation physique - instituteur primaire - instituteur maternel
  - ILMH, Institut libre Marie Haps, psychologie, logopédie, audiologie, associé à l'UCLouvain et l'Université Saint-Louis - Bruxelles
  - IPL, Institut Paul Lambin, biologie médicale, chimie, diététique, imagerie médicale et informatique, associé à l'UCLouvain
  - ISEI, Institut supérieur d'enseignement infirmier, associé à l'UCLouvain
  - IESP2A, Institut d'enseignement supérieur Parnasse Deux-Alice, éducation physique, ergothérapie, kinésithérapie.
- Haute École Francisco Ferrer, enseignement supérieur de la Ville de Bruxelles, qui regroupe 6 catégories d'enseignement :
  - Arts appliqués (Bischoffsheim)
  - Economique (Cooremans)
  - Paramédicale (Éveline Anspach & Demot-Couvreur)
  - Pédagogique (Buls-De Mot)
  - Technique (Demot-Couvreur)
- Haute École ICHEC - ECAM - ISFSC : 
  - Economique (ICHEC : Institut catholique des hautes études commerciales)
  - ECAM, École centrale des arts et métiers, master d'ingénieur industriel de niveau universitaire, traditionnellement proche de l'UCLouvain par son pouvoir organisateur
  - Sociale (ISFSC : Institut supérieur de formation sociale et de communication)
- École pratique des hautes études commerciales, qui regroupe les écoles suivantes :
  - Haute École EPHEC (sites à Woluwe-Saint-Lambert et Louvain-la-Neuve)
  - EPHEC Promotion sociale (site à Woluwe-Saint-Lambert)
  - ISAT, Institut supérieur des Aumôniers du Travail
- Haute École Galilée, qui regroupe les écoles suivantes :
  - IHECS : Institut des hautes études des communications sociales
  - ECSEDI-ISALT, Institut supérieur de secrétariat de direction et tourisme - Institut supérieur d'Animation, des Loisirs et du Tourisme
  - ISSIG, Institut supérieur soins infirmiers Galilée
  - ISPG, Institut supérieur de pédagogie Galilée

## Province de Hainaut
- Haute École en Hainaut (HEH[1]) comprenant les :
  - Campus technique (Mons), Institut supérieur industriel de Mons
  - Campus pédagogique (Mons-Tournai), École normale
  - Campus social (Mons-Tournai), ES
  - Campus économique (Tournai), ISET

- Haute École Louvain en Hainaut issue de la fusion des 3 hautes écoles libres de la province de Hainaut:
  - Haute École Charleroi Europe
  - Haute École libre du Hainaut Occidental
  - Haute École Roi Baudouin  Elle-même fusion de 6 institutions
    - ENBLC, École normale de Braine-le-Comte
    - IRAM, Institut Reine-Astrid de Mons
    - ISFEC, Institut supérieur de formation économique du Centre
    - ISICH, Institut supérieur industriel catholique du Hainaut, master d'ingénieur industriel de niveau universitaire
    - ISSHA, Institut supérieur des sciences humaines appliquées
    - ISEPJ, École d'infirmier(e)s Saint-Philippe de Jolimont

- Haute École provinciale de Hainaut Condorcet issue de la fusion des 3 hautes écoles provinciales du Hainaut:
  - La Haute École provinciale du Hainaut Occidental (HEPHO)
  - La Haute École provinciale de Mons - Borinage - Centre (HEPMBC)
  - La Haute École provinciale de Charleroi - Université du Travail (HEPCUT) :
    - Catégorie technique, Institut supérieur industriel de la Province de Hainaut, ISIPH
    - Catégorie pédagogique, IPSMa
    - Catégorie sociale, IPSMa
    - Catégorie économique, ISEC
    - Catégorie paramédical, IPKN

## Province de Liège

### Haute École de la Province de Liège
La HEPL résulte du groupement des trois Hautes écoles liégeoises provinciales (Léon-Eli Troclet, André Vésale et Rennequin Sualem) en 2007.
- Rennequin Sualem
  - Catégorie économique : bachelor en informatique de gestion
  - Catégorie technique : master en sciences de l'ingénieur industriel en chimie, biochimie, électronique, informatique, électromécanique, construction, géomètre ; master en gestion de production (en alternance) ; bachelor en informatique et système, techniques graphiques, électromécanique, construction, chimie, sciences industrielles.
  - Catégorie agronomique : bachelor en agronomie (finalité agro-industries et biotechnologies, environnement, forêt et nature, techniques et gestion agricoles)

- André Vésale
  - Catégorie paramédicale : master en kinésithérapie, bachelor en ergothérapie, accoucheuse, soins infirmiers, biologie médicale, logopédie, diététique, technologie en imagerie médicale
  - Catégorie pédagogique : bachelor en éducation physique
  - Catégorie sociale : bachelor en gestion des ressources humaines

- Léon-Eli Troclet
  - Catégorie économique : bachelor en comptabilité, commerce extérieur, gestion des transports et logistique, marketing, droit, e-business
  - Catégorie pédagogique : bachelor/éducateur spécialisé en accompagnement psycho-éducatif
  - Catégorie sociale : bachelor en communication, écriture multimédia, bibliothécaire-documentaliste, assistant en psychologie, assistant social

### Haute École de la Ville de Liège
La HEL résulte du regroupement des écoles supérieures de la Ville de Liège : l'Institut d'Enseignement Supérieur Pédagogique (IESP Jonfosse), l’École communale supérieure de Secrétariat, d'Administration et de Commerce (ECSSAC), l'École supérieure de Logopédie (ESL), l'Institut supérieur d'Enseignement technologique (ISET) et la création de la nouvelle catégorie en traduction et interprétation.
- Catégorie technique (ISET, Institut supérieur d'enseignement technologique), Bachelier en électronique appliquée, techniques graphiques, technologies de l'informatique, chimie, automobile
- Catégorie pédagogique (École normale Jonfosse), Bachelier instituteur/trice préscolaire, instituteur/trice primaire, agrégé de l'enseignement secondaire inférieur
- Catégorie économique (ECSSAC, École supérieure de secrétariat, d'administration et de commerce), Bachelier en comptabilité, gestion hôtelière, relations publiques, secrétariat de direction
- Catégorie para-médical (ESL, École supérieure de logopédie), Bachelier en logopédie
- Catégorie Traduction-Interprétation, supérieur de type long en co-diplomation avec l'université de Liège, Master en traduction et Master en interprétation

### Haute école libre mosane
La Haute école libre mosane (HELMo) résulte du regroupement des Hautes écoles HEMES (Haute école mosane d'enseignement supérieur) et ISELL (Institut supérieur d'enseignement libre liégeois). Elle compte 6 000 étudiants, 720 membres du personnel administratif et technique.
- 5 catégories d’enseignement : technique, pédagogique, paramédicale, sociale et économique
- 13 instituts à Liège, Loncin, Verviers, Theux et Huy
- 33 formations de type court et de type long
- Catégorie économique : bachelor en droit, assistant de direction, assurances, commerce extérieur, comptabilité, marketing
- Catégorie social : bachelor assistant social, ingénierie & actions sociales
- Catégorie technique : bachelor en modélisme/stylisme, automatique, informatique, technico commercial; master en sciences de l'ingénieur industriel
- Catégorie pédagogique : bachelor éducateur spécialisé, enseignant, instituteur
- Catégorie paramédical : bachelor biologie médicale, infirmier, sage-femme

### Haute École Charlemagne
La HECh donne cours sur 7 implantations ISIa Gembloux, ISPE Huy, ISIa Huy, Les Rivageois, Biologie médicale, Isipack, ISPE Verviers.
- Catégorie agronomique: Institut supérieur industriel agronomique
  - Master en agronomie
  - Master architecte paysagiste
  - Bachelier en architecture des jardins et du paysage
  - Bachelier en techniques et gestion horticoles
  - Bachelier en techniques et gestion agricoles

- Catégorie économique
  - Bachelier en Tourisme
  - Bachelier en Logistique
  - Bachelier en Immobilier
  - Bachelier en Secrétariat de Direction (option: Médical ou entreprise - administration)
  - Bachelier en Gestion Hôtelière

- Catégorie paramédicale
  - Bachelier en Biologie médicale

- Catégorie pédagogique
  - Bachelier Normale préscolaire
  - Bachelier Normale primaire
  - Bachelier Éducateur spécialisé
  - Bachelier Agrégé de l'Enseignement Secondaire inférieur en:
    - Français et Français langue étrangère
    - Sciences humaines
    - Langues germaniques
    - Éducation physique
    - Mathématiques
    - Français et Morale
    - Sciences
    - Sciences économiques et sciences économiques appliquées

- Catégorie technique
  - Master en emballage et conditionnement

## Province de Namur

### HEAJ -Haute École Albert Jacquard
- Catégorie économique[6]
  - Bachelier en assurances
  - Bachelier en comptabilité
    - Option fiscalité
    - Option gestion

  - Bachelier en immobilier (en co-diplomation avec la Haute École Charlemagne)
  - Bachelier en relations publiques
  - Bachelier en assistant de direction

- Catégorie pédagogique[7] (ESPENA)
  - Bachelier instituteur préscolaire
  - Bachelier instituteur  primaire
  - Bachelier agrégé de l'Enseignement secondaire inférieur en arts plastiques
  - Spécialisation en psychomotricité

- Catégorie technique[8]
  - Bachelier en infographie
  - Spécialisation en jeux vidéo en collaboration avec l'Université de Namur

- Catégorie paramédicale
  - Bachelier en psychomotricité (en co-diplomation avec la Haute École de la Province de Namur)
- Master en Architecture Transmédia - MAT (en co-diplomation avec l'Université de Namur)

### HENALLUX - Haute école Namur-Liège-Luxembourg
HENALLUX résultant de la fusion au 15 septembre 2011 de :
- - HEBP, Haute école Blaise Pascal
  - HENAM, Haute école de Namur qui elle-même résulte de la fusion de :
    - l'IESN, Institut supérieur dans les domaines de l'économie et de l'IT
    - l'HENAC, Haute École namuroise catholique, dans les domaines du social, de la pédagogie et du paramédical

  - Catégorie économique
    - Assistant(e) de direction
    - Comptabilité (fiscalité/gestion)
    - Droit
    - Informatique de gestion (analyste-programmeur)
    - Marketing

  - Catégorie pédagogique
    - Instituteur(trice) préscolaire
    - Instituteur(trice) primaire
    - Professeur dans l'enseignement secondaire (AESI) :
      - Education physique
      - Français - Français langue étrangère
      - Français - Religion
      - Langues germaniques
      - Mathématiques
      - Sciences : biologie, chimie, physique
      - Sciences économies et sciences économiques appliquées
      - Sciences humaines: géographie, histoire, sciences sociales

    - Catégorie paramédicale
      - Infirmier(e)
      - Sage-femme
      - Spécialisation en Salle d'opération
      - Spécialisation en Santé communautaire
      - Spécialisation en Soins intensifs et aide médicale urgente

    - Catégorie sociale
      - Assistant(e) social(e)
      - Bibliothéconomie et documentation
      - Gestion des ressources humaines
      - Spécialisation en Gestion des ressources documentaires multimédia
      - Master en Ingénierie et action sociales

    - Catégorie technique
      - Automatique
      - Electromécanique
      - Mécatronique et robotique (Bac 3 ans en alternance)
      - Technologie de l'informatique
      - Master en Architecture des systèmes informatiques
      - Master en Sciences de l'ingénieur industriel (automatisation/électromécanique)

### HEPN - Haute École de la Province de Namur
- Catégorie agronomique[9]
  - Bachelier en agronomie
    - Finalité Technique et gestion agricole
    - Finalité Agro Industrie et Biotechnologie
    - Finalité Environnement
    - spécialisation en agriculture biologique

- Catégorie économique[10]
  - Bachelier en Gestion Hôtelière
  - Bachelier en Développement Durable
  - Bachelier en Coopération Internationale
  - Bachelier en Assistant de Direction
    - Option: Médical
    - Option: Langues et Gestion

- Catégorie paramédicale[11]
  - Bachelier en Soins Infirmiers
  - Bachelier Sage-Femme
  - Bachelier en Psychomotricité
  - diverses spécialisations et formations continues.

## Province de Luxembourg
- HENALLUX, Haute École Namur-Liège-Luxembourg, résultant de la fusion de :
  - HENAM, Haute École de Namur
  - HEBP, Haute École Blaise Pascal 
    - Catégorie économique : à Arlon
    - Catégorie pédagogique : à Bastogne
    - Catégorie technique : à Arlon, Pierrard (Virton) et Seraing

- HERS, Haute École Robert Schuman
  - Catégorie pédagogique : à Virton
  - Catégorie technique : à  Arlon
  - Catégorie paramédicale : à Libramont
  - Catégorie économique : à Libramont